# Coppa CEV 2006-2007 (femminile)
La Coppa CEV di pallavolo femminile 2006-2007 è stata la 27ª edizione del terzo torneo pallavolistico europeo per squadre di club; iniziata con la fase ad eliminazione diretta il 9 dicembre 2006, si è conclusa con la final-four di Perugia, in Italia, il 18 marzo 2007. Al torneo hanno partecipato 44 squadre e la vittoria finale è andata per la seconda volta alla Pallavolo Sirio Perugia.

## Squadre partecipanti
| - Panellīnios - AMVJ - Türk Telekom - Atlant Baranoviči - Benidorm - Béziers Gazélec - Gaziantep Şahinbey - Jedinstvo Brčko - Královo Pole - Dinamo Bucarest - Diego Porcelos | - VDK Gent - HIT Nova Gorica - Holte - Dinamo-Jantar - ŽOK Polo Kalesija - Īraklīs Kīfisias - Klagenfurt - Köniz - La Rochette - Apollōn Limassol - ASKÖ Linz-Steg | - Markopoulo - Branik - Novo Mesto - Nyíregyháza - Asystel - Zareč'e Odincovo - Osijek - Sirio Perugia - VTC Pezinok - Piatra Neamț - PTPS | - Ribeirense - Kanti - Severodončanka - Šibenik - Stella Rossa - Halyčanka - Datovoc Tongeren - Eisenerz - Troon VC - Jedinstvo Užice - RSR Walfer |

## Primo turno

### Squadre qualificate
- Panellīnios
- Gaziantep Şahinbey
- HIT Nova Gorica
- Köniz
- Asystel
- Piatra Neamț
- PTPS
- Kanti
- Severodončanka

## Ottavi di finale

### Squadre qualificate
- Dinamo Bucarest
- Diego Porcelos
- Dinamo-Jantar
- Asystel
- Zareč'e Odincovo
- Sirio Perugia
- Piatra Neamț
- PTPS

## Quarti di finale

### Squadre qualificate
| - Diego Porcelos - Asystel - Zareč'e Odincovo - Sirio Perugia |

## Final-four
La final four si è disputata a Perugia ( Italia) al PalaEvangelisti. Le semifinali si sono giocate il 17 marzo mentre le finali per il terzo e il primo posto il 18 marzo.

### Finali 1º - 3º posto
|  | Semifinali       | Semifinali       | Semifinali    |               |                  | Finale 1º/2º posto | Finale 1º/2º posto | Finale 1º/2º posto |  |
|  |                  |                  |               |               |                  |                    |                    |                    |  |
|  | Diego Porcelos   | Diego Porcelos   | 1             |               |                  |                    |                    |                    |  |
|  | Diego Porcelos   | Diego Porcelos   | 1             |               |                  |                    |                    |                    |  |
|  | Zareč'e Odincovo | Zareč'e Odincovo | 3             |               |                  |                    |                    |                    |  |
|  | Zareč'e Odincovo | Zareč'e Odincovo | 3             |               | Zareč'e Odincovo | Zareč'e Odincovo   | 0                  |                    |  |
|  |                  |                  |               |               | Zareč'e Odincovo | Zareč'e Odincovo   | 0                  |                    |  |
|  |                  |                  | Sirio Perugia | Sirio Perugia | 3                |                    |                    |                    |  |
|  | Sirio Perugia    | Sirio Perugia    | Sirio Perugia | Sirio Perugia | 3                | 3                  |                    |                    |  |
|  | Sirio Perugia    | Sirio Perugia    |               |               |                  | 3                  |                    |                    |  |
|  | Asystel          | Asystel          | 2             |               |                  | Finale 3º/4º posto | Finale 3º/4º posto | Finale 3º/4º posto |  |
|  | Asystel          | Asystel          | 2             |               |                  |                    |                    |                    |  |
|  |                  |                  |               |               |                  |                    |                    |                    |  |
|  |                  |                  |               |               |                  | Diego Porcelos     | Diego Porcelos     | 1                  |  |
|  |                  |                  |               |               |                  | Diego Porcelos     | Diego Porcelos     | 1                  |  |
|  |                  |                  |               |               |                  | Asystel            | Asystel            | 3                  |  |